# Проєкт «Гутенберг»
Проє́кт «Гу́тенберг» (англ. Project Gutenberg, скорочення — PG) — онлайн-волонтерська ініціатива з оцифровування, архівування й поширення культурних творів.

## Історія
Проєкт заснував 1971 року Майкл Гарт (англ. Michael S. Hart). Проєкт «Гутенберг» — найстаріша універсальна електронна бібліотека. Більшість одиниць цієї колекції — повні тексти книг, що перебувають у суспільному надбанні.
Проєкт намагається надавати максимально вільний і довготривалий доступ до колекції, використовує відкриті формати даних, які можна завантажувати на комп'ютерах різних типів. На березень 2025 року бібліотека містить понад 75 000 книг у вільному доступі, а також аудіокниги, музику й ін. Статистику колекції можна побачити на головній сторінці офіційного сайту. Проєкт «Гутенберг» у багатьох країнах світу має філії, незалежні організації, що поділяють ті самі ідеали, і дозволяє партнерам використовувати бренд Project Gutenberg.